# RS-232
RS-232 er en gammel grænseflade for seriel digital datakommunikation, som blev introduceret i 1962. RS-232 muliggør lag-1 kommunikation mellem datakommunikationsudstyr (DCE) (f.eks. et modem) og dataterminaludstyr (DTE) (f.eks. en telegraf). De blev tidligere anvendt til PC tastaturer og mus.
De serielle mekaniske, elektriske og funktionelle karakteristikker (det fysiske lag) er beskrevet i:
- ITU-T V.24, V.28[2]
- RS-232-C (Recommended Standard 232), 1969[3]
- TIA[4] (EIA-232), TIA-232[5]

Herefter benævnt RS-232.
I 1960'erne (og før) var elektrisk digital logik dyr, pga. de mange diskrete komponenter, der skulle til for implementere de funktioner man havde brug for. Det er nok grunden til at en RS-232 grænseflades mange out-of-band-signaler. En RS-232 har to serielle simplex forbindelser (tilsammen typisk full-duplex):
- Lederen TxD (og stel, jord) som sender data til den anden ende.
- Lederen RxD (og stel, jord) som modtager data fra den anden ende.

Herudover haves mange dedikerede signaler:
- Request To Send (RTS)
- Ready To Receive (RTR)
- Clear To Send (CTS)
- Data Terminal Ready (DTR)
- Data Set Ready (DSR)
- Data Carrier Detect (DCD)
- Ring Indicator (RI)

Eventuelt dedikerede synkroniseringssignaler:
- Send timing (ST)
- Clock signal, transmitter timing (TT)

## Forskelligt
En RS-232 dataforbindelse kan anvendes på flere måder:
- med flere eller færre dedikerede styresignaleringer - også kaldet hardware-styresignalering (fx RTS, CTS og DSR, DTR)
- uden dedikerede styresignaleringer - men så bør den indlejrede styresignalering XON/XOFF anvendes i begge ender, for at undgå datatab. XON-styrekoden signalerer transmit off - dvs. "stop midlertidigt med at sende". XOFF-styrekoden signalerer transmit on - dvs. "genoptag sending".

Den oprindelige måde at anvende RS-232 var at låse datasignaleringshastighederne fast i hver retning. Fx 75 baud i den ene retning - og 1200 baud i den anden retning. Men det er besværligt, da man skal konfigurere begge dataforbindelses enders hardware.
Der er ingen standard for, hvordan de to RS-232 automatisk kan forhandle hastighed, i de to retninger. Det er grunden til at hastighedsforhandlingen tit går galt. Hvis den ene endes hastigheder låses fast, kan den anden endes hastighedsforhandling typisk fungere.
Blandingen af datavært-typer (kommunikationsudstyr/DCE, terminaludstyr/DTE), individuelle datavært styresignaleringskrav, forskellige RS-232 kabler ("standard" og null-modem="krydset kabel"), manuelle og/eller automatiske konfigureringer gør at etablering af RS-232 dataforbindelser kan være meget besværligt. Det ultimative RS-232 værktøj at anskaffe, er en RS-232 break out box til at teste sig frem til en kabelforbindelse som fungerer, når alle andre forsøg på at få en (stabil) forbindelse fejler. (se illustration)

## Stik
RS-232 blev oprindeligt specificeret til 25 eller 9 polede sub-D-stik. Men RS-232 bliver også anvendt over 8P8C (forkert benævnt RJ-45) i flere varianter.

 
Der er også en forbindelsesvariant til 10P10C (også forkert benævnt RJ-45).